# Amelibaea signifera
Amelibaea signifera är en tvåvingeart som först beskrevs av Villeneuve 1929.  Amelibaea signifera ingår i släktet Amelibaea och familjen parasitflugor.
Artens utbredningsområde är Egypten. Inga underarter finns listade i Catalogue of Life.